# Palaemnema gigantula
Palaemnema gigantula é uma espécie de libelinha da família Platystictidae.
Pode ser encontrada nos seguintes países: Costa Rica e Nicarágua.
Os seus habitats naturais são: florestas subtropicais ou tropicais húmidas de baixa altitude e rios.
Está ameaçada por perda de habitat.